# HMS Seawolf (47S)
Pour les autres navires du même nom, voir HMS Seawolf.
Le HMS Seawolf (Pennant number: 47S) est un sous-marin de la classe S (groupe 2) de la Royal Navy britannique. Mis en service en 1936, il sert pendant la Seconde Guerre mondiale avant d'être démoli après la guerre.

## Conception et description
La deuxième série de sous-marins de la classe S a été conçue comme une version légèrement améliorée et élargie des premiers bateaux de la classe et était destinée à oprérer en mer du Nord et en mer Baltique. Les sous-marins avaient une longueur totale de 63,6 m, une largeur de 7,3 m et un tirant d'eau moyen de 3,6 m. Ils déplaçaient 780 t en surface et 975 t en immersion. Les sous-marins de classe S avaient un équipage de 40 officiers et matelots. Ils avaient une profondeur de plongée de 91,4 m.
Pour la navigation en surface, les sous-marins étaient propulsés par deux moteurs Diesel de 775 chevaux (578 kW), chacun entraînant un arbre d'hélice. En immersion, chaque hélice était entraînée par un moteur électrique de 650 chevaux-vapeur (485 kW). Ils pouvaient atteindre 13,75 nœuds (25,47 km/h) en surface et 10 nœuds (19 km/h) sous l'eau. En surface, les sous-marins du deuxième groupe avaient une autonomie de 6 000 milles nautiques (11 000 km) à 10 nœuds (19 km/h) et de 64 milles nautiques (119 km) à 2 nœuds (3,7 km/h) en immersion.
Les sous-marins de classe S étaient armés de six tubes lance-torpilles de 21 pouces (533 mm) à l'avant. Ils transportaient six torpilles de rechargement pour un total d'une douzaine de torpilles. Ils étaient également armés d'un canon de pont de 3 pouces (76 mm).

## Historique
Commandé le 15 mars 1934 dans le cadre du programme de construction de 1933, le HMS Seawolf est posé le 25 mai 1934 dans le chantier naval de Scotts Shipbuilding and Engineering Company à Greenock en Écosse. Il est lancé le 28 novembre 1935. Le sous-marin est mis en service le 12 mars 1936 et a reçu le numéro de fanion (Pennant number) 47S.
Au début de la guerre, le Seawolf rejoint la 2e flottille sous-marine. Du 23 au 26 août 1939, la 2e flottille sous-marine est déployée dans ses bases de guerre à Dundee et Blyth. Le 6 octobre 1939, le submersible attaque le Croiseur léger allemand Nürnberg et le torpilleur Falke dans le Skagerrak, mais aucune des cibles n’a été touchée. En avril 1940, le Seawolf coule le marchand allemand Hamm et, en novembre, déclare avoir coulé le marchand allemand Bessheim. Par la suite, il fut révélé que le Bessheim avait sauté sur une mine et avait sombré la veille au large de Hammerfest, le Seawolf avait donc probablement attaqué un autre marchand non identifié.
Il est l'un des nombreux sous-marins chargés de traquer le Bismarck jusqu'à son naufrage en mai 1941. En septembre 1941, Dick Raikes prend le commandement du Seawolf, qui est envoyé à Poliarny, dans l'Arctique, où il reste pendant un an. En patrouille le 6 mars 1942, le Seawolf aperçoit le cuirassé allemand Tirpitz escorté par les destroyers Z 5 Paul Jacobi, Z 14 Friedrich Ihn, Z 7 Hermann Schoemann et Z 25. Les navires allemands avaient quitté Trondheim, en Norvège, avec l'intention d'attaquer le convoi PQ 12. Le sous-marin britannique est trop loin pour attaquer, mais son rapport de localisation de l'ennemi permet au porte-avions Victorious d'attaquer avec ses bombardiers Fairey Albacore. Au cours de la même patrouille, le commandant Raikes entend le bruit de l'hélice d'un sous-marin faisant surface et lance une attaque avec ses torpilles ; il y a une explosion et de la fumée noire, mais aucune épave n'est retrouvée. Pour ces opérations, il reçoit la médaille de l'Ordre du Service distingué.
Le Seawolf arrive à Halifax, en Nouvelle-Écosse, en 1943 pour aider la marine royale canadienne à l'entrainement pour la lutte anti-sous-marine. D'août 1943 au 23 août 1944, il est commandé par le commandant Denis Woolnough Mills, pour qui le Seawolf était son premier commandement après avoir été promu premier lieutenant du HMS Thunderbolt.
Le Seawolf est vendu puis démantelé à compter de novembre 1945 par la société Marine Industries, à Montréal.

## Commandants
- Lieutenant Commander (Lt.Cdr.) John Wyndham Studholme (RN) du 7 février 1939 au 18 août 1940
- Lieutenant (Lt.) Patrick Lainson Field (RN) du 18 août 1940 au 9 octobre 1941
- Lieutenant (Lt.) Richard Prendergast Raikes (RN) du 19 octobre 1941 à juillet 1942
- Lieutenant (Lt.) Frederick Danford Gordon Challis (RN) de juillet 1942 à août 1943
- Lieutenant (Lt.) Denis Woolnough Mills (RN) de août 1943 à 23 août 1944
- Lieutenant (Lt.) Bruce Collins (RN) du 23 août 1944 à mai 1945?
- T/A/Lieutenant (T/A/Lt.) Willard Wayne Holmes (RCNVR) de mai 1945? au 23 juin 1945

Notes: RN: Royal Navy - RCNVR: Royal Canadian Naval Volunteer Reserve